# ネール姉妹
ネール姉妹（仏:Sœurs de Nesle）は、ロココ時代のフランス宮廷で登場したネール侯爵家の5人姉妹のこと。3人がルイ15世の公式寵姫（公妾）となり、国政に影響力を与えた。残る2人も王と関係を持ったとされる。姉妹はルイ14世少年期の宮廷でマザラン枢機卿の姪として影響力を誇ったマザリネットの一人、オルタンス・マンチーニの曾孫にあたる。

## 一覧
- 長女ルイズ・ジュリー（1710年 ‐ 1751年）。マイイ伯爵夫人。公妾。
- 次女ポーリーヌ・フェリシテ（1712年 ‐ 1741年）。ヴァンティミール侯爵夫人。公妾。
- 三女ディアーヌ・アデライード（1713年 ‐ 1760年）。ロラゲ公爵夫人。
- 四女オルタンス・フェリシテ（1715年 ‐ 1799年）。フラヴァクール侯爵夫人。
- 五女マリー・アンヌ（1717年 ‐ 1744年）。トゥルネル侯爵夫人のちシャトールー公爵夫人。公妾。

## 肖像画

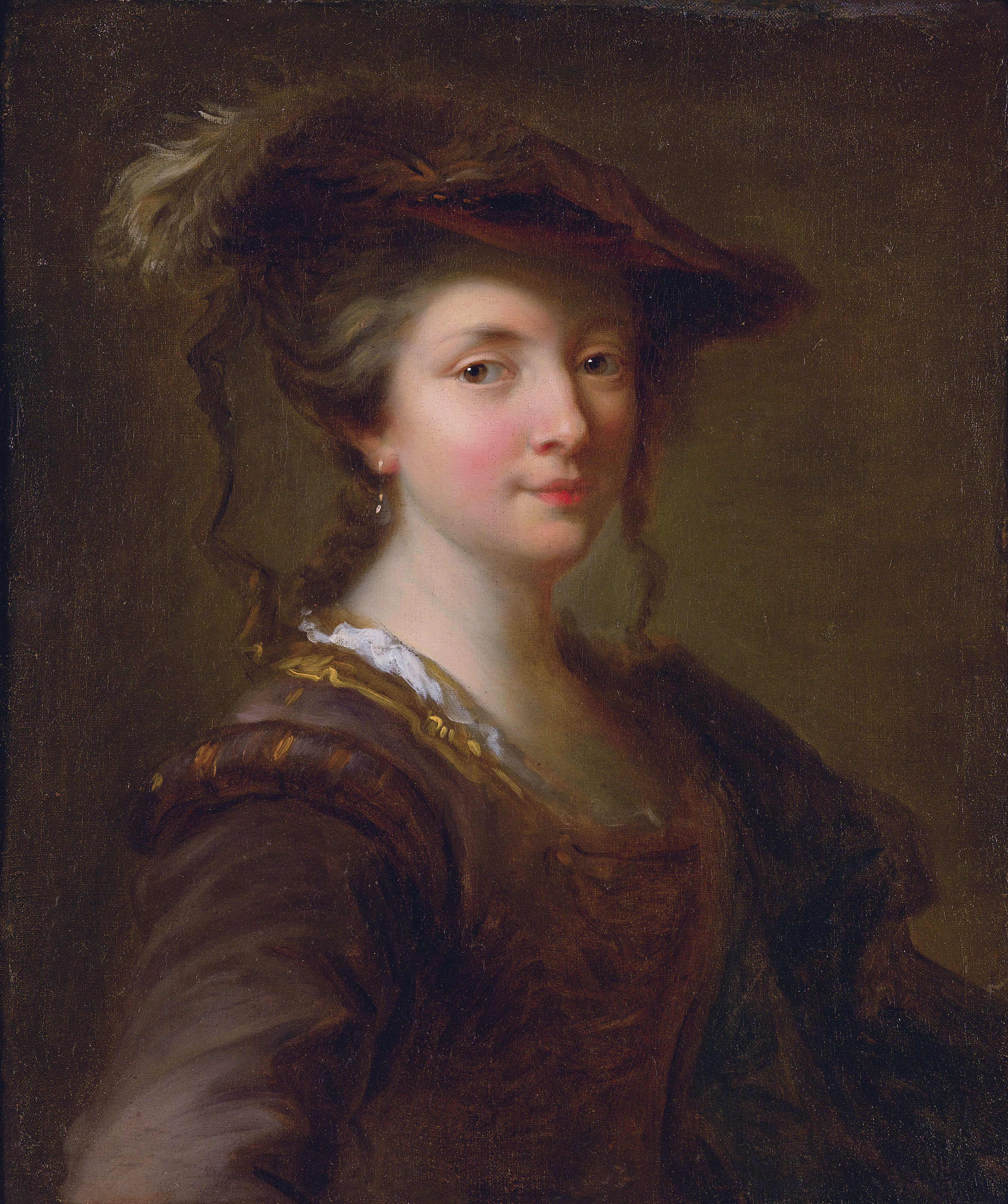
長女：マイイ伯爵夫人ルイズ・ジュリー
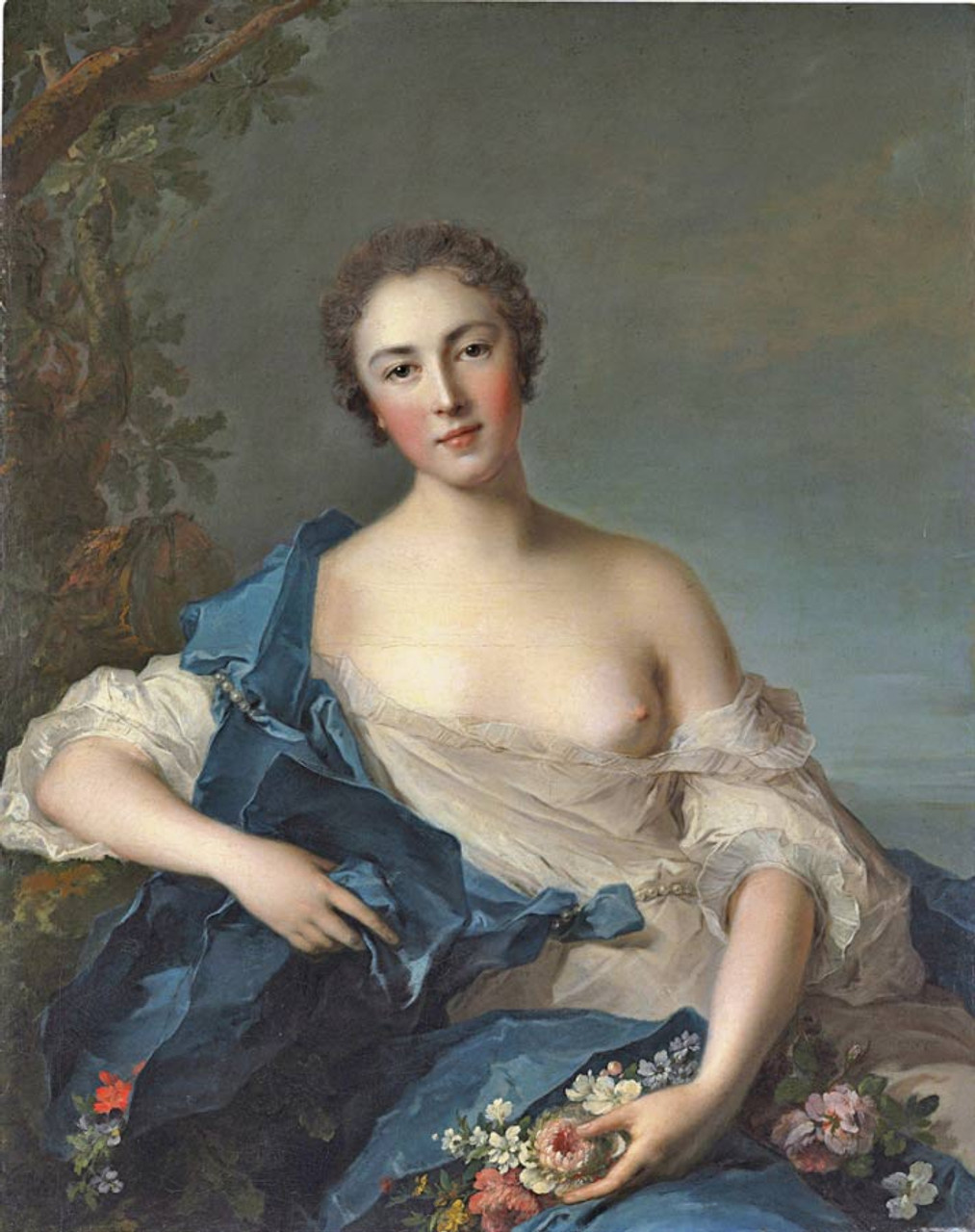
次女：ヴァンティミール侯爵夫人ポーリーヌ
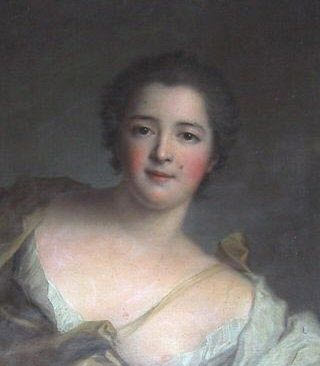
三女：ロラゲ公爵夫人ディアーヌ
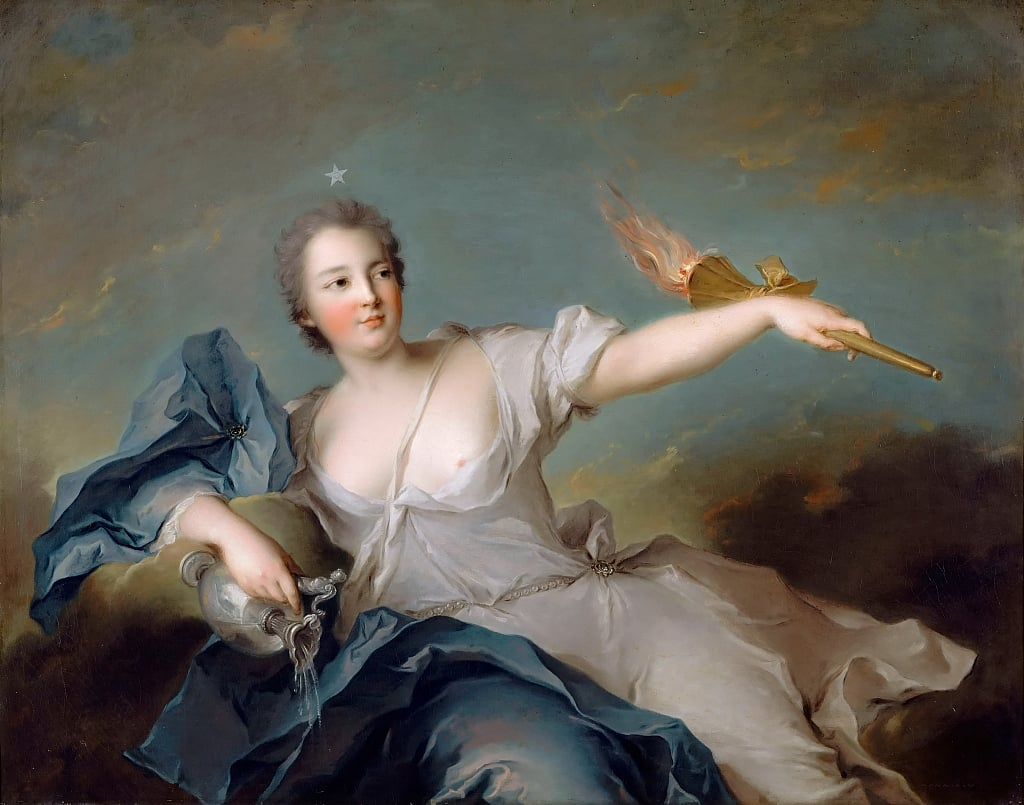
五女：シャトールー公爵夫人マリー・アンヌ

## 備考
フラヴァクール侯爵夫人については、宮廷にあがっていたことは確かだが、王と関係があったかどうかは定かではない。夫人が固辞したとも、夫が力づくで阻止したともいう。そのように噂され、記録されたというのみである。
なおローラゲー公爵夫人を四女とする文献がある。その場合フラヴァクール侯爵夫人が三女ということになる。しかしこれは誤りであると思われる。